# Fred Rhoads
Pour les articles homonymes, voir Rhoads.
Fred Rhoads né le 17 octobre 1921 à Shamokin en Pennsylvanie  et mort le 26 février 2000 à Greenwood en Caroline du Sud était un auteur de comics américain

## Biographie
Fred Rhoads naît en 1921. Après des études d'art il est mobilisé en 1942. Il est cependant assigné à Washington où il travaille pour un journal militaire. Il y dessine ses créations Gizmo and Eightball. À l'armée il rencontre le dessinateur Fred Lasswell. Lorsqu'il est libéré des obligations militaires il travaille avec celui-ci sur le comic strip Beetle Bailey.  Il est esuite assistant pour d'autres auteurs de strips, d'abord  Jimmy Hatlo sur They'll Do It Every Time puis Fred Lasswell sur Barney Google and Snuffy Smith). En 1954, il est engagé par Harvey Comics pour dessiner les aventures de The Sad Sack créé par George Baker. Il dessine les aventures du héros pendant 23 ans. En 1977, Harvey cesse de lui confier le comics. Rhoads poursuit alors l'éditeur pour toucher des royalties sur les rééditions de ses comics. Après un procès en appel il est débouté. Dans les années 1980 et 1990, il est dessinateur de presse pour le journal Tucson Citizen. Il meurt à Greenwood en Caroline du Sud le 26 février 2000 malade de la maladie d'Alzheimer,. 